# 玛丽特·伦斯特拉
玛丽特·伦斯特拉（荷蘭語：Marrit Leenstra，1989年5月10日—），生于弗里斯兰省德弗里斯科马伦韦克尔，荷兰女子速度滑冰运动员。伦斯特拉三岁时开始接触滑冰，十岁时，她加入海伦芬的一家俱乐部。她的丈夫是意大利速度滑冰选手马泰奥·阿内西，两人于2014年7月结婚，2016年，她移居至意大利和该国的国家队一起训练，Anesi此时正担任意大利国家队教练Maurizio Marchetto的助理教练。

## 运动生涯
2006年11月，伦斯特拉在俄罗斯莫斯科完成了个人的世界杯分站赛首秀，当时她排名B组第6位。职业生涯期间，她在世界杯分站赛共收获18枚金牌、30枚银牌和19枚铜牌，18枚金牌当中有5枚来自个人项目，13枚来自团体项目。
伦斯特拉参加了六届单程距离世界锦标赛，共收获3枚金牌和2枚银牌，全部来自于团体追逐项目，她在该项赛事所参加的两个个人项目1000米和1500米上都未曾获得奖牌，两个项目的最好成绩都是第四名。她仅参加过一届全能世锦赛（2016年），在该届比赛当中，她也获得第四名。
伦斯特拉曾参加过2014年和2018年两届奥运，她在2010赛季因为状态较差而未能入选奥运阵容。2014年索契冬奥，她参加了500米、1000米、1500米和团体追逐赛四项比赛，其中三个个人项目分别获得第19名、第6名和第4名，团体追逐赛则成功夺冠。四年后，她参加平昌冬奥的1000米、1500米和团体追逐赛三个项目，分别获得第6名、铜牌和银牌。
2018年8月，伦斯特拉宣布退役，她称自己将在退役后专注于学业。